# فيكريفيروك
فيكريفيروك هو مثبط دخول بيريميدين لبروتين CCR5 لفيروس العوز المناعي. طورته شركة الأدوية شيرينغ بلاو . 